# 阿皮沙帕河
阿皮沙帕河（英語：Apishapa River）是阿肯色河的一条支流，长约139-英里（224-），起源于科羅拉多州南部的西西班牙峰附近，在福勒以东注入阿肯色河。